# ジェルソン・デ・オリヴェイラ・ヌーネス

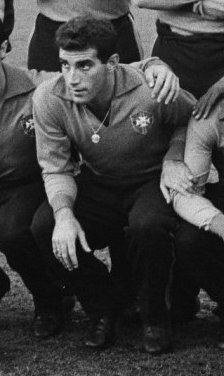
ジェルソン・デ・オリヴェイラ・ヌーネス

ジェルソン・デ・オリヴェイラ・ヌーネス（Gérson de Oliveira Nunes, 1941年1月11日 - ）は、ブラジル出身のサッカー選手。ポジションはミッドフィルダー。1970 FIFAワールドカップ優勝メンバー。

## 経歴
常に周囲の選手に指示出しをする様子から、「パロット（オウム）」のニックネームで呼ばれた。
1970 FIFAワールドカップでは、ペレ、トスタン、ジャイルジーニョ、リベリーノらが揃ったチームで、クロドアウドと共にボランチを担い、ゲームメーカーとして攻撃を組み立てた。正確な左足のミドルパスを得意とし、決勝のイタリア代表戦では自らもミドルシュートで得点を挙げた。
1999年、 ワールドサッカー誌の20世紀の偉大なサッカー選手100人で97位に選出された。
2004年、FIFA 100（偉大なサッカー選手100人）に自らの名が入っていなかったことにより、この選出を行ったペレを猛然と批判。テレビ放送の最中にFIFA 100のリストを引き裂いて見せた。

## 所属クラブ
- カント・ド・リオ（ブラジル）1958
- フラメンゴ（ブラジル）1959-1963
- ボタフォゴFR（ブラジル）1963-1969
- サンパウロFC（ブラジル）1969-1972
- フルミネンセ（ブラジル）1972-1974

## 代表歴
- オリンピックブラジル代表
  - 1960年 ローマオリンピック
- ブラジル代表（1961年-不明、70試合14得点）
  - 1966年 FIFAワールドカップ（グループリーグ敗退、1試合0得点）
  - 1970年 FIFAワールドカップ（優勝、4試合1得点）